# Paul Kühn
Pour les articles homonymes, voir Kühn.
Paul Theodor Kühn (né le 16 octobre 1866 à Frankenberg et mort le 28 octobre 1912 à Leipzig) est un bibliothécaire allemand.

## Biographie
Paul Kühn est le fils aîné du directeur musical de la ville Theodor Kühn et de sa femme Anna, née Windisch. À partir de 1886, il étudie l'allemand et les langues modernes à l'université de Leipzig, où il obtient son doctorat en 1889. À partir de 1890, il travaille à la bibliothèque universitaire de Leipzig (de), d'abord comme stagiaire, à partir de 1891 comme assistant, à partir de 1898 comme conservateur et à partir de 1901 comme bibliothécaire.
Il publie dans le domaine de l'histoire littéraire et de l'art.

## Publications (sélection)
- Die Syntax des Verbums in Aelfrics "Heiligenleben". Dissertation Leipzig 1889.
- Das Nietzsche Archiv zu Weimar. Koch, Darmstadt 1904.
- Max Klinger. Breitkopf & Härtel, Leipzig 1907.
- Weimar. Klinkhardt & Biermann, Leipzig 1908.
- Die Frauen um Goethe. Die Frauen, Ehe, Seelenfreundschaft, Liebe. Klinkhardt & Biermann, Leipzig 1911.
- Die Frauen um Goethe. Familie und Freundschaft. Bildung. Geselligkeit. Alter und neue Jugend. Klinkhardt & Biermann, Leipzig 1912.